# 常春藤

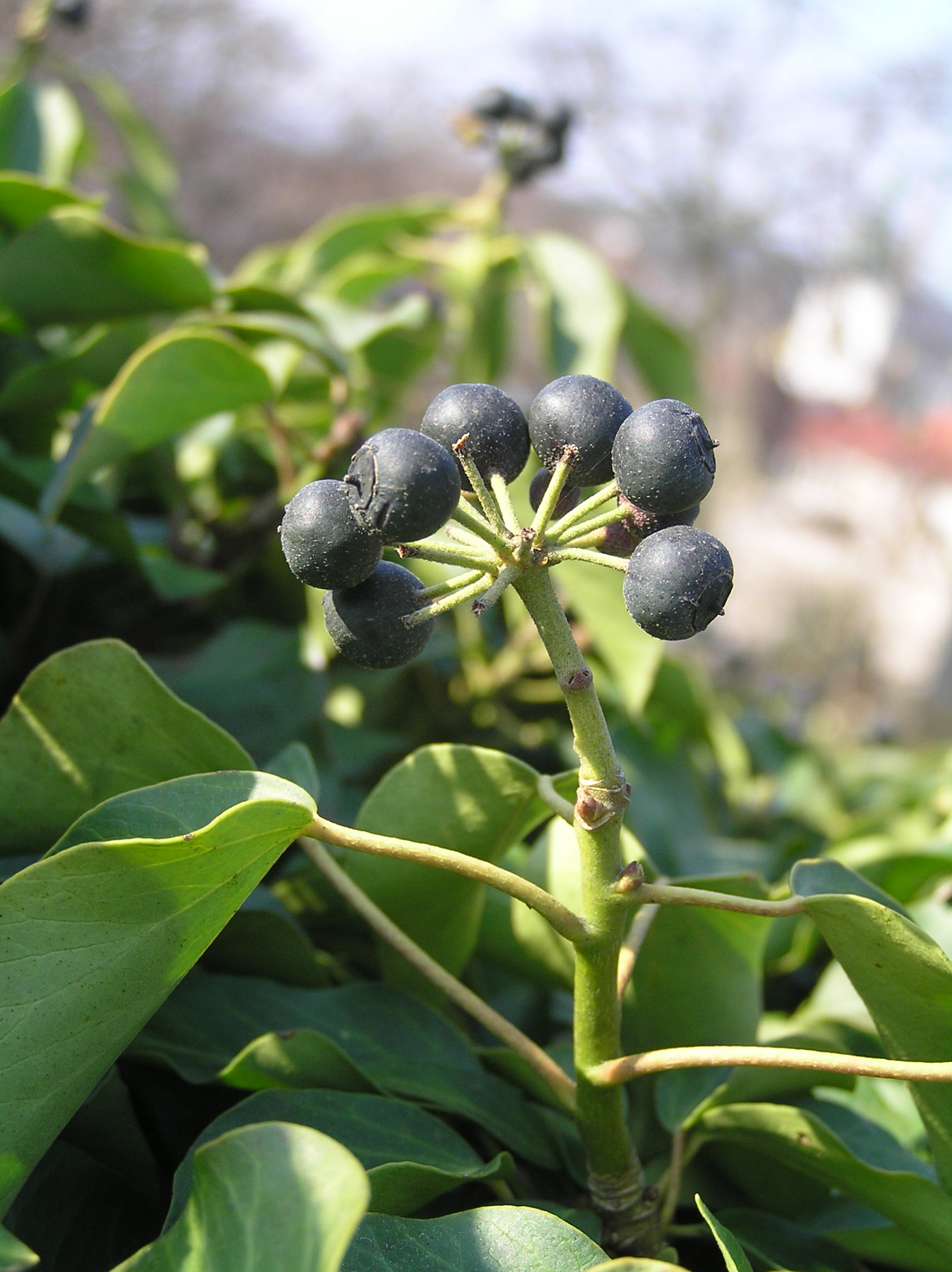
常春藤的葉子和果實

常春藤（学名：Hedera helix），又名洋常春藤、長春藤、土鼓藤、木蔦、百角蜈蚣，是常春藤屬下的一種常綠攀援植物，在很多地區常春藤實際都屬於入侵物種。

## 命名
常春藤的種加詞helix來自古希臘語，意思是“扭”。

## 描述
其莖生氣根以攀緣他物，嫩葉以及花序被有星形鱗片，葉有柄，厚質，葡枝之葉稍做三角形，掌狀。

## 分布
常春藤自然分布于北至爱尔兰東北部和斯堪的納維亞南部、南至葡萄牙、東至烏克蘭、土耳其。在處於零下二攝氏度冬季等溫線以上的地區，一般會被其他植物取代。

## 與人類的關係
叶有香气，形态优美，常作園藝观赏用。
其果實、種子和葉子均有毒，孩童誤食會引起腹痛、腹瀉等症狀，嚴重時會引發腸胃發炎、昏迷，甚至導致呼吸困難等。

### 入侵植物
人類將常春藤引入了許多地區，其中一些地區將其列為入侵物種。常春藤會迅速蔓延并纏繞其他植物造成後者死亡。它們創造了大片的“常春藤荒漠”（ivy deserts）。例如美國的許多州，特別是俄勒岡州全部禁止銷售與進口常春藤。太平洋西北地區和美國南部的政府也鼓勵消滅常春藤。
在澳大利亞南部，特别是東南部，常春藤被當做有害植物。在一些地區禁止販售常春藤。與澳大利亞相鄰的新西蘭的環保局自1990年開始也將常春藤列為雜草（environmental weed）。

## 延伸阅读
[在维基数据编辑]
 《植物名實圖考·常春藤》，出自吳其濬《植物名實圖考》